# Stakčínska Roztoka
Stakčínska Roztoka (em húngaro: Zuhatag) é um município da Eslováquia, situado no distrito de Snina, na região de Prešov. Tem 15,15 km² de área e sua população em 2018 foi estimada em 310 habitantes.

## Demografia
| Ano:        | 1994 | 2004   | 2014   | 2024    |
| ----------- | ---- | ------ | ------ | ------- |
| Broj ljudi: | 325  | 335    | 333    | 274     |
| Razlika:    |      | +3,07% | -0,59% | -17,71% |

| Ano:               | 2023 | 2024   |
| ------------------ | ---- | ------ |
| Número de pessoas: | 277  | 274    |
| Diferença:         |      | -1,08% |